# Otazník
Otazník (?) je interpunkční znaménko, které se používá pro ukončení věty tázací. V česky psaném textu se dle normy ČSN připojuje k předcházejícímu slovu bez mezery; ve francouzštině se od něj odděluje úzkou nepřerušující mezerou (resp. správně typograficky slabou spacií).

## Historie
Otazník se jako interpunkční znaménko používá od středověku. Jejich dnešní podoba se však ustálila až s nástupem knihtisku a typografie. Původ dnešní podoby otazníku je kladen do Anglie 16. století. Historici typografie se většinou kloní k názoru, že otazník vznikl z latinského slova quaestio (otázka), které se původně na konci otázek zkracovalo na „Qo.“, přičemž sázením „Q“ a „o“ z jednoho tiskařského typu se postupně vyvinul dnešní znak.
V češtině je začátek používání otazníku a dalších interpunkčních znamének spojen zhruba s nástupem bratrského pravopisu. Obrozenci a jazykoví brusiči ještě v 1. polovině 19. století interpunkci nevěnovali pozornost. Martin Hattala v roce 1857 napsal pravděpodobně první komplexnější pojednání o dělidlech, v němž „znak otázkový“ (?) spolu se „znakem podivení“ (!) zařadil mezi „znamení hlasoměnná“. Ostatní autoři tento výklad příliš nereflektovali, například druhé vydání matičního Brusu zmiňuje jen čárku a středník a třetí vydání navíc jen tečku. František Bartoš v 1. vydání své Skladby roku 1878 podobně rozlišuje dělidla na ta, která označují části vět, a ta, která označují přízvuk vět (otazník a vykřičník).

## Použití v češtině

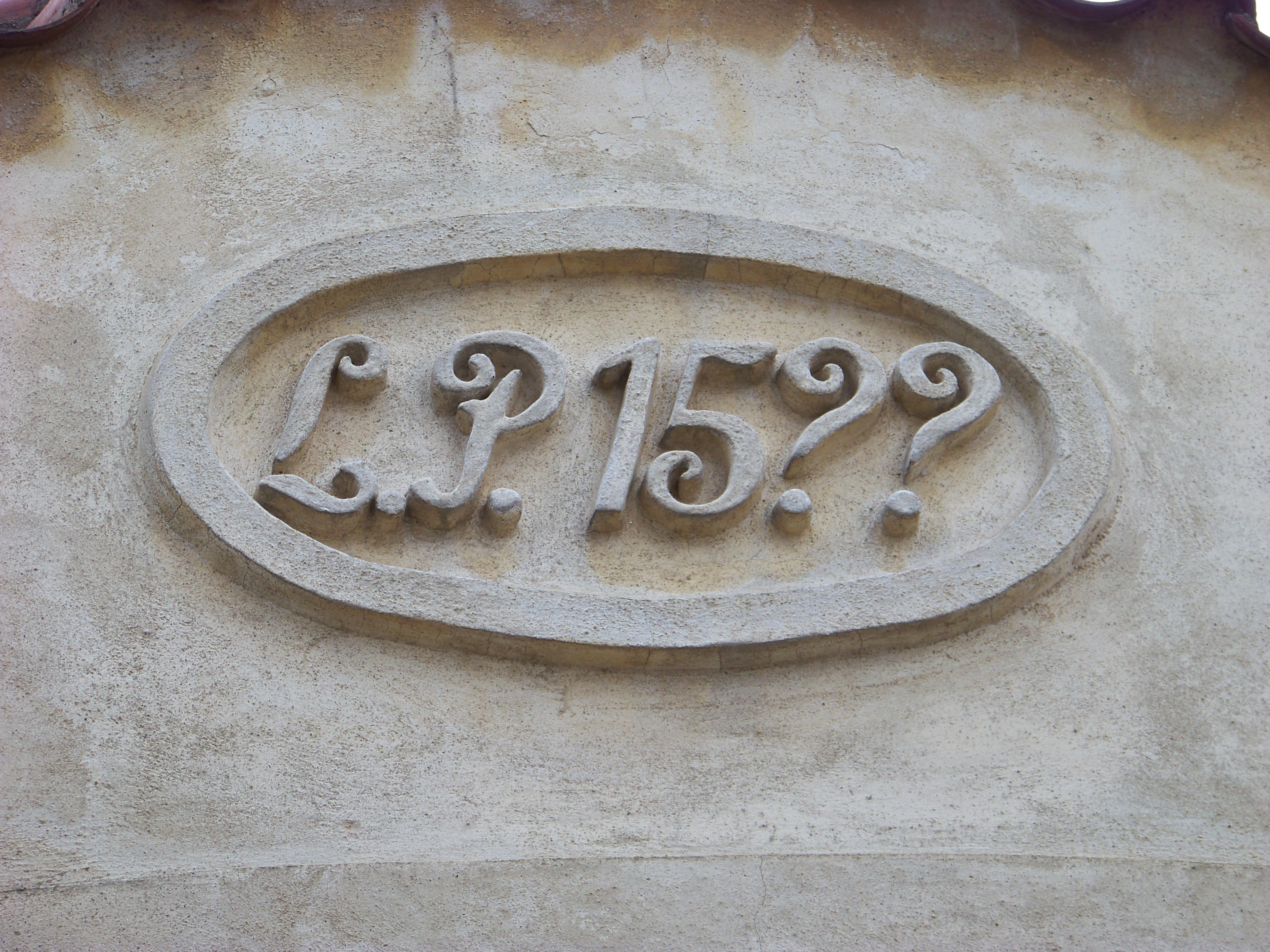
Letopočet L.P. 15?? na bráně statku čp. 11 v Úholičkách

Pro použití otazníku v souvětí je rozhodující forma hlavní věty souvětí, tj. otazník se nepíše za souvětím, kde je otázka citována formou vedlejší věty: Chtěl bych se zeptat, kdy se vrátíš. Jiným případem je ale použití věty uvozovací: Zeptal jsem se: „Kdy se vrátíš?“
Na konci expresivně pronesených otázek může být i otazník v kombinaci s vykřičníkem nebo více otazníků (například v komiksech či neformální korespondenci).
Otazníkem je možné naznačit pochyby, případně podivení, zmatenost a podobně – v souvislém textu zpravidla otazníkem uzavřeným do závorky, tedy (?).
Otazník se někdy používá též jako zástupný znak nahrazující neznámé písmeno, číslici či celý údaj.

## Otazník v jiných jazycích a písmech
Ve španělštině se otazníkem označuje nejen konec otázky, ale i její začátek – za tímto účelem se používá vertikálně obrácený otazník. Začátek otázky přitom může, ale nemusí splývat se začátkem věty. Toto typografické pravidlo platí od 18. století a je dále uplatňováno v galicijštině, leónštině a v některých domorodých jazycích zemí, kde je španělština úředním jazykem (např. v indiánském jazyce nahuatl).
Arabština a další jazyky používající arabské písmo, užívají otazník obrácený horizontálně v souladu se směrem zápisu textu zprava doleva. Jiná verze horizontálně obráceného otazníku se vzácně používá i v latince pro vyjádření řečnické otázky, případně ironie. Hebrejština a jazyky zapisované hebrejským písmem oproti tomu užívají běžný, nepřevrácený latinkový otazník.
V šachové notaci se otazník (a jeho množství či kombinace s vykřičníkem) používá pro označení slabého tahu; vykřičník se používá pro označení silného tahu.
Další podoby otazníku v různých písmech a jazycích:
| Znak            | ;                   | ;                   | ՞                      | ՞                      | ፧                      | ፧                      | ꘏                 | ꘏                 | ⳺                                      | ⳺                                      | ⳻                                        | ⳻                                        |
| --------------- | ------------------- | ------------------- | ---------------------- | ---------------------- | ---------------------- | ---------------------- | ----------------- | ----------------- | -------------------------------------- | -------------------------------------- | ---------------------------------------- | ---------------------------------------- |
| Název v Unicodu | Greek question mark | Greek question mark | Armenian question mark | Armenian question mark | Ethiopic question mark | Ethiopic question mark | Vai question mark | Vai question mark | Coptic old Nubian direct question mark | Coptic old Nubian direct question mark | Coptic old Nubian indirect question mark | Coptic old Nubian indirect question mark |
| Kódování        | dec                 | hex                 | dec                    | hex                    | dec                    | hex                    | dec               | hex               | dec                                    | hex                                    | dec                                      | hex                                      |
| Unicode         | 894                 | U+37e               | 1374                   | U+55e                  | 4967                   | U+1367                 | 42511             | U+a60f            | 11514                                  | U+2cfa                                 | 11515                                    | U+2cfb                                   |
| UTF-8           | 205 190             | cd be               | 213 158                | d5 9e                  | 225 141 167            | e1 8d a7               | 234 152 143       | ea 98 8f          | 226 179 186                            | e2 b3 ba                               | 226 179 187                              | e2 b3 bb                                 |
| Číselná entita  | &#894;              | &#x37e;             | &#1374;                | &#x55e;                | &#4967;                | &#x1367;               | &#42511;          | &#xa60f;          | &#11514;                               | &#x2cfa;                               | &#11515;                                 | &#x2cfb;                                 |